# Ronde van de Toekomst 1992
De Ronde van de Toekomst 1992 (Frans: Tour de l'Avenir 1992) werd gehouden van 8 tot en met 17 september in Frankrijk. De ronde werd gehouden in Bretagne en bestond uit een proloog en elf etappes waarvan de derde een ploegentijdrit was en de elfde een individuele tijdrit.
Opvallend in deze Tour was dat de Amerikaan Lance Armstrong, die toen aan het begin van zijn imposante wielercarrière stond, het bergklassement won maar in de eindrangschikking slechts een bescheiden plek behaalde.

## Etappe-overzicht
| etappe   | datum        | start                     | finish                    | afstand  | winnaar         | klassementsleider |
| -------- | ------------ | ------------------------- | ------------------------- | -------- | --------------- | ----------------- |
| proloog  | 8 september  | Rennes                    | Rennes                    | 4,5 km   | Eddy Seigneur   | Eddy Seigneur     |
| 1e       | 9 september  | Rennes                    | Flers-de-l'Orne           | 143 km   | Marcel Wüst     | Marcel Wüst       |
| 2e       | 10 september | Flers-de-l'Orne           | Avranches                 | 109 km   | Tristan Hoffman | Marcel Wüst       |
| 3e (pt)  | 10 september | Avranches                 | Saint-Hilaire-du-Harcouët | 40,5 km  | RMO-wielerploeg | Marcel Wüst       |
| 4e       | 11 september | Saint-Hilaire-du-Harcouët | Plérin-sur-Mer            | 187 km   | Herve Garel     | Herve Garel       |
| 5e       | 12 september | Plérin-sur-Mer            | Rostrenen                 | 156,5 km | François Simon  | Herve Garel       |
| 6e       | 13 september | Rostrenen                 | Roscoff                   | 169 km   | Léon van Bon    | Herve Garel       |
| 7e       | 14 september | Roscoff                   | Brest                     | 130 km   | Tristan Hoffman | Herve Garel       |
| 8e       | 15 september | Brest                     | Fouesnant                 | 139,5 km | Erik Dekker     | Herve Garel       |
| 9e       | 16 september | Fouesnant                 | Vannes                    | 190 km   | Axel Merckx     | Herve Garel       |
| 10e      | 17 september | Vannes                    | Pontchâteau               | 72 km    | Erik Dekker     | Herve Garel       |
| 11e (it) | 17 september | Pontchâteau               | Pontchâteau               | 29 km    | François Simon  | Herve Garel       |

## Eindklassementen

### Algemeen klassement
| Plaats    | Naam                | Ploeg              | Tijd      |
| --------- | ------------------- | ------------------ | --------- |
| Gele trui | Hervé Garel         | RMO-Mavic-Onet     | 36u18'43" |
| 2         | Jean-Philippe Dojwa | RMO-Mavic-Onet     | +00' 24"  |
| 3         | Bart Voskamp        | Nationale selectie | +00' 24"  |
| 4         | François Simon      | Castorama-Sodime   | +00' 41"  |
| 5         | Juan Rodrigo Arenas | Kelme-Don Cafe     | +01' 02"  |
| 6         | Laurent Brochard    | Castorama-Sodime   | +01' 03"  |
| 7         | Jevgeni Berzin      |                    | +01' 14"  |
| 8         | Bruno Thibout       | Castorama-Sodime   | +01' 20"  |
| 9         | Richard Groenendaal | Nationale selectie | +01' 32"  |
| 10        | Marcel Wüst         | RMO-Mavic-Onet     | +01' 49"  |
|           |                     |                    |           |
| 47        | Glenn Huybrechts    |                    | +06' 44"  |

### Puntenklassement
| rang | renner      | land      | tijd |
| ---- | ----------- | --------- | ---- |
| 1    | Marcel Wüst | Duitsland | p    |

### Bergklassement
| rang | renner          | land             | tijd |
| ---- | --------------- | ---------------- | ---- |
| 1    | Lance Armstrong | Verenigde Staten | p    |